# 卡蓋拉河
卡蓋拉河（Kagera River）是東非的河流。名稱為卡蓋拉河的河段始於盧安達與布隆迪交界處的瑞魯湖，其上游為尼亞巴隆哥河，發源於盧安達境內。卡蓋拉河最大的支流為魯武武河，發源於布隆迪境內。
卡蓋拉河每年注入維多利亞湖的河水量約640萬立方米，是該湖最大的湖水來源。該河部分河段為盧旺達─布隆迪、盧旺達─坦桑尼亞、坦桑尼亞─烏干達邊境的一部分。
1994年盧旺達大屠殺中，數以千計的圖西人和胡圖人屍體被扔入河中，隨水流沖進卡蓋拉河，造成烏干達爆發嚴重的疫病災情。

## 外部連結
- . Falling Rain Genomics.   [2009-04-18]. （原始内容存档于2019-07-26）.